# Orden de Antonio José de Irisarri
La Orden de Antonio José de Irisarri fue fundada en 1973 por el gobierno de Guatemala y es otorgada a personas o entidades, guatemaltecas y extranjeras, que se hayan distinguido en relaciones internacionales o contribuido a la lucha por la independencia y la soberanía de los pueblos. Fue nombrado en honor del estadista y escritor Antonio José de Irisarri.

## Grados
La orden comprende cinco grados:
- Gran Collar
- Gran Cruz
- Gran Oficial
- Comendador
- Oficial

No posee el título de Caballero que convencionalmente es el grado más bajo. La cinta es de color blanco con un amplio centro de la franja azul. La condecoración suele ser concedida a los diplomáticos.

## Condecorados

### Grandes collares
- Joseph Wu, ministro de Relaciones Exteriores de la República de China (2022).[2]

### Grandes Cruces
- Adolfo Molina Orantes (1979)
- Federico Urruela (2004)
- Juan Antonio Martabit Scaff
- Estuardo Roldán op
- Nina Pacari (2003)
- Lenín Moreno (2011)[3]
- Mattanya Cohen (2022)[4]

### Otros grados
- Grecia Aguilera (2015)[5] (Comendador)
- José Antonio Rivero Cervera (2019)[6]
- Carlos Melo (2022)[7]
- Julio Carranza (2022)[8]